# Aachenska stolnica
Aachenska stolnica (nemško Aachener Dom, angleško tudi Chatedral Aix-la-Chapelle) je rimskokatoliška cerkev v Aachnu v Nemčiji. Je najstarejša stolnica v severni Evropi. Zgrajena je bila po naročilu cesarja Karla Velikega, v njej je bil potem tudi pokopan po smrti leta 814. 595 let, od 936 do 1531, je bilo v stolnični palatinski kapeli kronanih 31 nemških kraljev in 12 kraljic. Od leta 1802 je bila matična cerkev Aachenske škofije. 

## Zgodovina
Karel Veliki je začel graditi palatinsko kapelo okoli 796 skupaj s preostalimi palačami. Konstrukcijo je zasnoval Odo iz Metza. Točen datum dokončanja ni znan, vendar pa pismo Alkuina leta 798 navaja, da se približuje konec in leta 805 je papež Leon III. posvetil končano kapelo. Livarna v bližini Aachna je ob koncu 8. stoletja izdelala več bronastih kosov, vrata, ograje, kipa konja in medveda. Karel je bil pokopan v kapeli leta 814. Med napadom Vikingov leta 881 je bila močno poškodovana, a je bila obnovljena leta 983. Potem ko je Friderik Barbarossa kanoniziral Karla Velikega leta 1165, je kapela postala cilj  romarjev. Da bi obdržali velik naval romarjev, so v gotskem obdobju leta 1355 zgradili korno dvorano in dvodelno stekleno kapelo (Capella vitrea), ki je bila posvečenega ob 600. obletnici Karlove smrti. Kupolo, več drugih kapel in zvonik so izdelali pozneje. Ponovno je bila obnovljena leta 1881, ko je bil odstranjen baročni štuk. Leta 1978 je bila vpisana na Unescov seznam svetovne dediščine in je bila ena med prvimi 12 uvrščenimi stavbami, prva nemška in ena od prvih treh evropskih zgodovinskih stavb.

## Arhitektura
Za stolnico sta značilna dva različna arhitekturna sloga, tudi tretji je očiten. Jedro stolnice je karolinška-romanska palatinska kapela, narejena po zgledu bazilike San Vitale v Raveni in je majhna v primerjavi s poznejšimi dodatki. Kor je zgrajen v gotskem slogu. Nekateri deli so v otonskem slogu, na primer območje okoli prestola. 

### Karolinška osmerokotna palatinska kapela
Palatinsko kapelo ali karolinški osmerokotnik v središču stolnice so postavili kot kapelo aachenske kraljeve pfalce med letoma 796 in 805 po zgledu drugih sodobnih bizantinskih zgradb (npr. Male Hagije Sofije v Konstantinoplu). Gradbeni mojster je bil Odo iz Metza in je zasnoval kupolo osmerokotne notranje sobe, obdane s 16-stransko zunanjo steno. Razpon in višina sta bila na območju severno od Alp neprekosljiva več kot 200 let.
Palatinska kapela je visok osmerokoten prostor s še dvema nadstropjema nad pritličjem. Osmerokotnik s premerom 14,46 metra je sestavljen iz močnih stebrov, nad katerimi je osmerokoten križni obok, ki pokriva osrednji prostor. Okoli tega notranjega osmerokotnika je 16 dvostranskih nizkih križnih obokov, ki podpirajo visoko galerijo zgoraj. To zgornje nadstropje je znano kot visoka cerkev (Hochmünster). Obokane odprtine spodnjega nadstropja so le pol tako visoke kot tiste na galeriji, zato je videti čokato in nerodno. Dve nadstropji sta ločeni med seboj z razsežnim vencem. Glavni oltar in cesarski prestol sta v zgornjem nadstropju kapele v osmerokotnem stranskem prostoru, prekritim s sodčkastim obokom, ki leži pod kotom. Ta del je bil povezan s pfalco prek stranskega prehoda. Nad oboki galerije se dviga osmerokotni boben z okenskimi odprtinami, nad temi pa je kupola. Na vzhodnem koncu je bila majhna apsida, ki jo je pozneje nadomestil kor. Nasproti tega je bil stopenjski vhod k preostali zdaj propadli pfalci, westwerk. Svetloba je vstopala skozi tristopenjski sistem krožnih obokanih oken. Vogali osmerokotne kupole so združeni z zidom s sistemom parnih pilastrov s korintskimi kapiteli.
Zgornja galerija ima odprtine razdeljene z mrežo stebrov. Ti stebri so starodavni in so iz cerkve svetega Gereona v Kölnu. Karel je bo koncu leta 1815 dovolil pripeljati starinske kamne v Aachen iz Rima in Ravene. Leta 1794 so jih ob francoski zasedbi Porenja odnesli v Pariz, toda leta 1815 so jih pripeljali nazaj v Aachen, razen polovice, ki so ostali v Louvru. Leta 1840 so jih vrnili na njihov prvotni prostor, manjkajoče pa so nadomestili z novimi granitnimi stebri. Notranje stene so bile prvotno obložene z marmorjem. Okrogle obokane odprtine v zgornjem nadstropju v stranskih stenah osmerokotnika med stebri pred mezaninom so okrašeni z meter visoko ograjo iz karolinških bronastih drogov. Ti drogovi so bili odliti pred 1200 leti v enem kosu po rimskem modelu. Prvotni mozaik v kupoli, ki je bil verjetno narejen okoli leta 800 in je upodabljal Kristusa, kar je znano iz srednjeveških virov, kot zmagoslavnega gospodarja sveta, obdanega s simboli štirih evangelistov, s 24 starešinami iz Janezovega razodetja, ki mu darujejo svoje krone. Leta 1880/81 je bil mozaik obnovljen v beneški delavnici Antonia Salviatija skladno z načrti belgijskega arhitekta Jeana-Baptista de Bethuna. Kupola je zapleteno okrašena z mozaičnimi ploščicami. 
Zunanje stene so narejene iz klesanega kamna, v glavnem nepovezane in brez dodatnega okrasja. Edina izjema so izbokline stebrov kupole, ki so okronane z antičnimi črkami. Nad karolinškim zidom je romanska vrsta lokov nad poznoantično preslico. Kapela se ponaša z nenavadnimi baročnimi odprtinami.
Aachenska stolnica je bila v času Karla Velikega ometana rdeče, kar so najnovejše ugotovitve Renskega urada za spomenike. Omet je bil narejen z dodatkom zdrobljene rdeče opeke. Barva je verjetno nakazovala cesarsko naravo dela.

### Oblika
Katere geometrijske zasnove in osnovne velikosti so bile podlaga za gradnjo kapele, še danes ni povsem jasno. Pri delu prvotne stolnice so arhitekti večinoma upoštevali druzijski čevelj (334 mm) ali rimski čevelj (295,7 mm). Te mere zahtevajo zapletene teorije, da bi razložili dejansko razsežnost cerkve.  Leta 2012 je arhitekturna zgodovinarka Ulrike Heckner predlagala novo teorijo, do zdaj neznano mersko enoto 322,4 mm, tako imenovani karolinški čevelj, po katerem je mogoče vse druge meritve v kapeli slediti nazaj. Ta mera se sklicuje na aachenski kraljevi čevelj (Aachener Königsfuß), podobno velik je pariški kraljevi čevelj (324,8 mm). 
Simboličen je pomen osmerokotnika. Osem je simbol za osmi dan (nedelja tako kot sabat) in torej simbolizira vstajenje Jezusa Kristusa in obljubo večnega življenja. Tudi deset, število popolnosti v srednjeveškem arhitekturnem simbolizmu, je pogosta v kapeli: njen premer (vključno krog, ki obdaja kupolo) meri sto karolinških čevljev (to je deset krat deset) – enakovredno višini kupole. 
- Tloris in prerez
- Aachenska stolnica 1520, upodobil jo je Albrecht Dürer
- Bronast model blizu glavnega vhoda

### Westwerk
Westwerk, zahodna fasada stolnice je karolinškega izvora in jo obdajata dva stopničasta stolpa. To je dvonadstropna stavba, ki je v pritličju sodčkasto obokana in zaključena z verando iz 18. stoletja na zahodu, je glavni vhod v cerkev.
Glavni vhod v stolnico, vrata, narejena v Aachnu okoli 800, so bila med westwerkom in kapelo v tako imenovanem šestnajstkotniku do leta 1788. Portal je bil obnovljen leta 1924. Vsako krilo je razdeljeno na osem pravokotnikov – število osem je simbol v krščanstvu, simbol nedelje, dan vstajenja Jezusa Kristusa in s tem popolnosti, mogoče ga je najti pri merah kapele znova in znova. Ta polja so uokvirjena z okrasnimi trakovi, ki so narejeni iz okraskov v obliki jajc. Jajce je simbol življenja in plodnosti že iz antike. Vrata so okrašena z obroči v obliki levje glave s 24 (tj. dvakrat dvanajst ali trikrat osem) akantovimi listi. Vrata imajo obliko vrat antičnega rimskega templja in potrjujejo trditev Karla Velikega, da bo ustanovil nov Rim v Aachnu s palatinsko kapelo kot monumentalno zgradbo.
Narejenih je bilo več kipov iz brona, tudi konjeniški kip, verjetno kot vzporednica s kipom Marka Avrelija v Rimu. V preddverju je bronast kip medveda, verjetno narejen v 10. stoletju, tj. v otonskih časih. Nasproti je bronast storž s 129 preluknjanimi luskami, visok 91 cm (skupaj s podstavkom); datacija je sporna in se giblje od 3. do 10. stoletja. Podstavek je otonski in ima napis v heksametru, ki se nanaša na reki Evfrat in Tigris v Mezopotamiji. Storž naj bi bil prvotno del vodnjaka in naj bi bil v karolinških časih v predverju kapele. 
Za zgornje nadstropje je značilna izjemno fina opeka zahodnega zidu. V notranjosti so izbokline navzven, medtem ko ima zunanjost izbokline navznoter, tako da je karolinško zahodno fasado treba obravnavati kot konveksno-konkavno izboklino. Pred gradnjo verande v 18. stoletju je bil na karolinški zahodni fasadi viden narteks, ki spominja na veliko nišo, zaključeno s polkrožnim lokom na zahodnem višjem nadstropju, ki je ustrezala polkrogu sodčkastega oboka nižjega nadstropja.
Danes je zahodna fasada razpadla zaradi velikega zahodnega okna. Okenski okvir je iz gotike in je nadomestil manjše okno iz karolinškega obdobja, ki je verjetno deloval kot okenski križ (dvojni lok s stebrom v sredini). Sodobno okno je zasnoval Ewald Mataré leta 1956. Mataréjeva oblika posnema, vendar abstraktno, strukturo karolinških bronastih vrat v notranjosti kupole. Bron in nepredelan kremen sestavljata samo okno.
Vloga zgornjega dela zahodne fasade ni povsem jasna. Pravica do krsta (dolgo namenjena le kolegijski Marijini cerkvi) pri krstilniku, ki je bil kar za marmornim prestolom do konca starega režima (Ancien Régime). Verjetno je bil prostor vključen v te obrede. V zahodni fasadi pod velikim zahodnim oknom je še danes majhno okno (fensetella), skozi katero se vidi na dvorišče spodaj, nekdanji atrij. Gotovo je bil karolinški prehod povezan s to sobo na severni steni, ki povezuje Kraljevo dvorano (Aula Regia) na severu pfalce s cerkvijo.
V spodnjem sodčkasto obokanem prostor na zahodu je bil verjetno grob Karla Velikega po njegovi smrti 28. januarja 814 in njegovem pokopu v Perzefoninem sarkofagu.
Nadstropje v zahodni fasadi, ki leži nad tem prostorom, je bilo predelano v prvi polovici 14. stoletja in v 17. stoletju; stolp je bil končan med letoma 1879 in 1884. 

### Kor
Med letoma 1355 in 1414 je bil na pobudo aachenskega župana Gerharda Chorusa (1285–1367) zgrajen gotski kor na vzhodu palatinske kapele. Pred tem je moral biti tu pravokotni karolinški kor.
Gotski kor je dolg 25 m, širok 13 m in visok 32 m. Zunanja stena je, kolikor je bilo mogoče, predrta z okni – površina stekla je več kot 1000 m² (od tod ime Glashaus– steklena hiša). Zasnovan je bil kot steklen relikviarij za svete aachenske relikvije in telo Karla Velikega. Zasnova se zgleduje po Sainte-Chapelle v Parizu, prav tako prostor za pomembne relikvije in kraljeva kapela. Za zaščito oboka kora so bile med gradnjo vgrajene železne palice za prevzem stranskih pritiskov na ozkih kamnitih podporah in da bi bilo čim več prostora med njimi za okna.
- Karlov relikviarij (med 1182 in 1215)
- Grobnica Otona III., svetega rimskega cesarja (vladale od 996 do 1002)
- Stojalo v obliki orla z netopirjem, 15. stoletje
- Orgle

### Stranske kapele
Okoli palatinske kapele je več stranskih kapel. V smeri urnega kazalca od jugovzhoda so:
- na jugovzhodu je kapela svetega Mateja, zgrajena v poznem 14. stoletju, istočasno kot kor, ki je poleg nje;
- gotska kapela svete Ane. Nižje nadstropje je bilo prvotno narteks enih stolničnih vrat, pozneje so vrata zaprli in prostor spremenili v kapelo;
- Madžarska kapela. Prvotno gotska stranska kapela, predelana v baročnem slogu v 18. stoletju, po načrtih italijanskega arhitekta Josepha Morettija;
- neposredno ob zahodnem pročelju proti severu je kapela svetega Nikolaja in svetega Mihaela iz 15. stoletja z neobaročnim oltarjem v prezbiteriju, narejenem v 20. stoletju, delo Josepha Buchkremerja. Prej je bila grobnica kanonikov aachenske stolnice;
- kapela svetega Karla in Huberta, vgrajena v osmerokotnik;
- kapele, povezane s kompleksom stolnice, so v križnem hodniku (vseh svetnikov in vseh mrtvih) in v preddverju stolnice (krstilna kapela).

- Side Chapels
- Kapela svete Ane
- Kapela svete Ane na levi, svetega Matjaža na desni
- Madžarska kapela
- Kor kapele svetega Nikolaja
- Kapela vseh svetih

## Pomembni predmeti
Aachenska stolnica hrani zbirko srednjeveških umetniških predmetov iz pozne klasične, karolinške, otonske dobe in dobe Staufovcev, ki so izjemni po svojem umetniškem in verskem pomenu.

### Prestol Karla Velikega
V zahodni galeriji v spodnjem nadstropju, nasproti kora, je prestol Karla Velikega, ki so ga v zadnjih desetletjih na novo raziskovali. Prvotni karolinški prestol je narejen iz ostankov bazilike Božjega groba v Jeruzalemu. Videz prestola in njegova postavitev v palatinski kapeli se v stoletjih nista spremenila. Med letoma 936 in 1531 je 31 nemških kraljev sedlo na ta prestol po  maziljenju in kronanju pri Marijinem oltarju.

### Marijin relikviarij
Marijin relikviarij počiva v koru cerkve in datira v 1220–1239. Okrašen je s figurami Kristusa, Marije, Karla Velikega, papeža Leona III. in dvanajstih apostolov ter ima štiri velike aachenske relikvije: Marijin plašč, Kristusova oblačila, krpo Janeza Krstnika po obglavljenju in Kristusov moški sramni predpasnik. Od začetka leta 1349 relikvije vsakih sedem let vzamejo iz svetišča in jih dajo na ogled med velikim aachenskim romanjem,  nazadnje junija 2014.

### Barbarosov lestenec
Iz oboka kupole visi na dolgi verigi, približno štiri metre nad tlemi, okrogel lestenec, ki je sestavljen iz osmih ukrivljenih obrazov. Njegov  premer je več kot štiri metre in je znan kot Barbarosov lestenec (1165/1170). Ta umetnina je bila donacija cesarja Friderika Barbarosse in njegove žene Beatrice. 48 sveč v lestencu slovesno osvetljuje cerkev.

### Ambon Henrika II. (Heinrichskanzel)
Med letoma 1002 in 1014 je dal Henrik II. postaviti prižnico kot ambon v vzhodno stransko ladjo in je med najveličastnejšimi umetniškimi zakladi otonske renesanse. Napis na zgornjem in spodnjem robu jasno opredeljuje darovalca Henrika II. in se sklicuje nanj kot REX PIVS HEINRICVS. Prižnica je iz hrasta in v celoti filigransko okrašena z dragimi kamni, z veliko dragocenimi predmeti iz antike, s štirimi bakrenimi cizeliranimi reliefi (tehnika repoussé) z upodobitvami evangelistov in šestimi ploščami iz slonovine iz 6. stoletja. Lesene stopnice datirajo v leto 1782. Ambon je bil temeljito obnovljen leta 1816/1817 in spet med 1926 in 1937. Danes se prižnica še vedno uporablja ob liturgičnih slovesnostih.

### Pala d'Oro
Zlati oltar, Pala d'Oro, danes sestavlja antependij visokega oltarja, ki je verjetno nastal okoli leta 1020 v Fuldi. Vsebuje sedemnajst posameznih zlatih plošč s cizeliranimi reliefi. V središču je Kristus na prestolu kot Odrešenik v  mandorli, ki ga obdajata Marija in nadangel Mihael. Štirje okrogli medaljoni s podobami simbolov evangelistov kažejo povezave do drugih dvanajstih reliefnih plošč s prizori iz življenja Jezusa Kristusa. Začnejo se z začetkom v Jeruzalemu in končajo s srečanjem žensk z vstalim Kristusom pred odprtim grobom na velikonočno jutro. Upodobitve se berejo od leve proti desni, kot knjiga.
Slogovno ni enotna. Prvih pet reliefov je verjetno iz zlatarne v Porenju in se odlikuje z izredno veselo pripovedjo. Verjetno je darilo cesarja Otona III. Druge plošče, skupaj z osrednjo skupino Kristusa, Marije in Mihaela, črpa iz bizantinskih in poznih karolinških predhodnikov in naj bi jih dodal Otonov naslednik Henrik II. 
V poznem 15. stoletju je verjetno zlati oltar oblikoval ogromen oltarni sistem skupaj z 12 reliefi apostolov v stolnični zakladnici, prizori iz Marijinega življenja, kar naj bi uničile francoske revolucionarne čete leta 1794, ko so zasedle Aachen.

### Zakladnica
V zakladnici so zelo pomembni predmeti: Lotarjev križ, doprsni kip Karla Velikega in Perzefonin sarkofag. Zakladnica v Aachnu velja za eno najpomembnejših cerkvenih zakladnic v severni Evropi. Romarji lahko vidijo nekaj relikvij vsakih sedem let, ko jih prinesejo na ogled.

## Zvonovi
V zvoniku stolpa visi osem zvonov na lesenem okvirju. Zvonovi so bili uliti v treh letih po požaru leta 1656 v delavnici Franza Von Trierja in njegovega sina Jakoba. Razporeditev iz srednjega veka se je ohranila vse do danes, razen Marijinega zvona, ki je bil zamenjan dvakrat. Zadnji je iz leta 1958.

## Zgodovinski in religiozni pomen

### Zadnje počivališče Karla Velikega
Jedro aachenske stolnice je karolinški osmerokotnik oziroma palatinska kapela, ki je bila zgrajena kot kapela Karlove pfalce in njegova grobnica. Po njegovi smrti 28. januarja 814 je bil pokopan kar v svoji cerkvi; točen kraj ni znan zaradi pomanjkanja dokumentacije in dvoumnosti fizičnih dokazov. Verjetno pa je, da je bil pokopan v Perzefoninem sarkofagu pod zahodnim stolpom na vhodu kapele.
Leta 1000 je Oton III. odprl Karlovo grobnico. Otto iz Lomella, eden od dvorjanov, ki so ga spremljali, je dogodek zapisal, in poročal v kroniki Novalesia leta 1026:
Torej smo šli h Karlu. On ni ležal, kot navadno ležijo mrtvi, sedel je, kot bi bil živ. Bil je okronan z zlato krono in v njegovih orokavičenih rokah je bilo žezlo; nohti so prodrli skozi rokavice in štrleli ven. Nad njim je bil baldahin iz apnenca in marmorja. Ko smo vstopili, smo prodrli skozi to. Po vstopu je v nas udaril močan vonj. S poklekom smo se poklonili cesarju Karlu in odpravili narejeno škodo. Cesar Karel ni izgubil nobenega svojih členov med razpadom, razen konice nosu. Cesar Oton ga je nadomestil z zlatom, vzel zob iz Karlovih ust, dobro zazidal vhod v grobnico in se umaknil.
Velika slika, ki predstavlja Otona in njegove plemiče, ki gledajo mrtvega cesarja, je bila naslikana na steno velike sobe v Mestni hiši.
Ob kanonizaciji Karla Velikega leta 1165 je cesar Friderik Barbarosa ponovno odprl grobnico in prekopal njegove ostanke. Ob kronanju leta 1215 je Friderik II. Hohenstaufen zadnjič prekopal njegove ostanke, jih položil v krsto iz zlata in srebra, ki je znana kot Karlov relikviarij. V njej so ostanki še danes. Pergamentni kodeks, ki je bil pokopan z njim, so odstranili.
V stolnici je pokopan tudi Oton III.

### Cerkev kronanj nemških kraljev
Po izrecnih navodilih Karla Velikega je njegov sin Ludvik Pobožni v kapeli sebe okronal za kralja. Med letom 936, ko je bil okronan Oton I., in letom  1531 je bilo v kapeli okronanih še 30 nemških kraljev. Kronanje je potekalo ob glavnem oltarju, nato je sledilo ustoličenje na aachenskem prestolu Karla Velikega. Vsi nemški vladarji, ne glede na to ali so bili okronani v Aachnu ali ne, so prevzeli svoj položaj na prestolu Karla Velikega.

## Zanimivost
Nemški impresionistični slikar August von Brandis je naslikal aachensko stolnico v več delih. 
Tretje dejanje Verdijeve opere Ernani se odvija na grobu Karla Velikega.
Stolnična ura (Domwache) je mladinska skupina za samopomoč, ki je delovala od leta 1957 pri katoliškem Društvu študentov K.D.St.V. Franken Aachen. 
Od 15. novembra 2012 ima Geološki zavod Severnega Porenja-Vestfalije seizmološko postajo za spremljanje potresne dejavnosti v spodnjem Porenju kar v temeljih šestnajstkotnika v bližini vstopa v kapelo svete Ane. 

## Galerija
- Pogled na kor palatinske kapele
- Mozaiki
- Mozaiki
- Doprsni kip Karla Velikega (zakladnica)
- Lotarjev križ (~ 1000) (zakladnica)
- Kip svetega Štefana pred Madžarsko kapelo